# Alfianello
Alfianello är en ort och kommun i provinsen Brescia i regionen Lombardiet i Italien. Kommunen hade 2 450 invånare (2018).